# Clinica Capitanio
La Casa di cura Capitanio o Clinica Capitanio è una clinica privata situata a Milano in via Mercalli 28. 

## Storia e caratteristiche
L'edificio sorse, tra il 1949 e il 1950, sulle rovine di una clinica distrutta dai bombardamenti, su progetto di Eugenio ed Ermenegildo Soncini. Avvalendosi di alcuni edifici rimasti indenni, a cui hanno aggiunto corpi nuovi, i progettisti hanno creato un complesso organico, basato sul distacco dei diversi nuclei funzionali. Ogni nucleo possiede una connotazione ben distinta: gli uffici amministrativi, le sale operatorie e gli ambulatori sono a nord, nel corpo basso sulla strada; le camere di degenza sono a sud, in un nuovo fabbricato alto, affacciato sul giardino interno; la residenza delle suore infermiere è in un edificio pre-esistente, anch'esso affacciato sul giardino. I nuclei sono collegati da un percorso interrato sotto il giardino, che consente il loro funzionamento autonomo.   
Accostando gli edifici nuovi a quelli preesistenti non si è tentata una mimesi stilistica, ma "un dialogo armonico tra entità architettoniche eterogenee, risolto grazie ad un utilizzo attento delle proporzioni, dei colori e dei materiali". Il nucleo operatorio è contraddistinto dall'alluminio dei serramenti, le facciate secondarie dal cemento decorativo, mentre la ceramica opaca caratterizza le facciate principali.  
Per le esigenze distributive i progettisti hanno adottato schemi e composizioni diverse in funzione della loro destinazione. Ad esempio la zona dell'ingresso principale si distingue dagli altri corpi per l'arretramento dei locali al piano terreno rispetto all'aggetto dei piani superiori. Si ottiene così anche una naturale pensilina di ingresso. "Nel blocco dei reparti radiologici e operatori, l'architettura trova espressioni differenti, più lineari e geometriche, rinunciando a soluzioni plastiche o di contrasto. La facciata sul giardino è flessa per garantire la massima esposizione al sole delle camere."
"Il rapporto funzione-tecnologia è stato analizzato bene: le facciate sono rivestite in tesserine ceramiche di colore verde (una soluzione interessante per una clinica perché sono facilmente lavabili); i pavimenti degli atri e delle sale di attesa sono in marmo lucidato, mentre quelli delle camere di degenza sono rivestiti di ceramica, materiale che garantisce la possibilità di lavaggio ed è inattacabile dai disinfettanti". Dello stesso materiale sono i pannelli smaltati che ricoprono le pareti dietro i letti dei degenti.  
Grande attenzione è stata posta nella ricerca di soluzioni tecniche all'avanguardia per l'epoca: ad esempio il sistema di riscaldamento e quello di raffrescamento utilizzano lo stesso impianto, con acqua fredda prelevata da un pozzo; il condizionamento delle sale operatorie utilizza un impianto indipendente da quello delle stanze di degenza. Molto curata e funzionale è la scelta dei serramenti: in legno e a doppio vetro nella degenza, al fine di comunicare un senso di calore e assicurare, al contempo, una maggiore silenziosità; in profilato di alluminio nel corpo operatorio, con l'adozione di un particolare tipo di wasistas, con apertura in basso, che assicura una ventilazione naturale.
Grande cura è dedicata al disegno degli arredi, al fine di creare un ambiente gradevole e poco clinico. Per lo stesso motivo le camere sono tinteggiate con colori gai (non con il classico bianco degli ospedali), i materiali utilizzati sono la ceramica e il legno, e gli spazi dei degenti e dei parenti sono accuratamente separati da quelli del personale.

## Stile
"C'è molto di Ponti e della cultura razionalistica di stampo lecorbusieriano in quest'opera: nella lunga finestra a nastro della fronte degli ingressi, nel gioco calibrato, razionale e poetico al tempo stesso, delle aperture affioranti quasi dal blocco delle sale operatorie, nella copertura a terrazzo sottolineata dal motrivo a balaustra che corre lungo tutto il fronte principale".